# IEEE 802.2
IEEE 802.2 je původní jméno standardu ISO/IEC 8802-2, který definuje řízení logického spoje (anglicky Logical Link Control, LLC) jako horní podvrstvu linkové vrstvy referenčního modelu ISO/OSI.
Standard vytvořila organizace IEEE ve spolupráci s ANSI, a přestože byl v roce 1998 zařazen mezi standardy Mezinárodní organizace pro standardizaci (ISO), zůstává nedílnou součástí rodiny standardů IEEE 802 pro lokální a metropolitní sítě.
LLC je softwarová komponenta, která poskytuje tři typy služeb:
- nepotvrzovanou nespojovanou službu (anglicky unacknowledged connectionless-mode)
- spojovanou službu (anglicky connection-mode)
- potvrzovanou nespojovanou službu (anglicky acknowledged connectionless-mode)

Použití LLC je povinné pro všechny sítě IEEE 802 s výjimkou sítě Ethernet. Je používána i standardem FDDI, který není součástí rodiny IEEE 802. LLC vytváří jednotné rozhraní pro uživatele linkové služby, jímž je obvykle síťová vrstva, a naopak využívá služby nižší podvrstvy Media Access Control (MAC), která je závislá na konkrétním použitém přenosovém médiu (Ethernet, Token ring, FDDI, 802.11, atd.).
Podvrstva LLC vkládá před zprávu vytvořenou vyšší vrstvou řídicí informace, které se nazývají LLC hlavička, a vzniklou strukturu nazývanou LLC Protokolová datová jednotka (PDU) předává podvrstvě MAC pro přenos na další uzel v rámci sítě. LLC hlavička obsahuje zdrojový (DSAP) a cílový (SSAP) linkový přístupový bod služby (anglicky Link Service Access Point, LSAP) a řídicí pole převzaté z protokolu HDLC. DSAP reprezentuje logickou adresu entity síťové vrstvy, které je zpráva adresována; SSAP logickou adresu entity síťové vrstvy, která zprávu vytvořila; řídicí pole (anglicky Control) určuje druh paketu a slouží pro řízení toku dat.

## Použití
LLC umožňuje pomocí přístupových bodů služby rozlišovat různé uživatele linkové vrstvy a díky tomu přenášet sítí více protokolů současně. Zároveň může protokolům, které to potřebují, poskytovat spojovanou nebo potvrzovanou nespojovanou službu. Definuje také jednoduché prostředky pro zjišťování funkčnosti komunikace.
LLC je povinné u většiny IEEE 802 sítí a sítě FDDI. Výjimkou je síť Ethernet (IEEE 802.3), která ve svém původním návrhu, jenž předcházel IEEE 802 používala jednoduchý formát rámců nazývaný nyní Ethernet II s dvoubytovým polem EtherType za šestibytovou cílovou a zdrojovou MAC adresou, za kterým následují přímo uživatelská data. V IEEE 802.3 se totéž pole používá pro délku rámce, a za ním následuje LLC hlavička. Po uvedení standardu 802.3 tak existovaly a v praxi se používaly dva odlišné formáty Ethernetových rámců, často i v téže síti; od roku 1997, kdy byl publikován standard IEEE 802.3x, připouští IEEE pro Ethernet obě použití uvedeného 16bitového pole, neboli dovoluje i použití formátu rámce Ethernet II. Ve většině sítí Ethernet převládá používání rámců Ethernet II.

## Funkční režimy
ISO/IEC 8802-2 LLC poskytuje dva nespojované a jeden spojovaný typ provozu (anglicky Type of operation):
- Typ 1 je nepotvrzovaný nespojovaný režim pro datagramovou službu. Umožňuje posílání rámců:
  - na jediný cíl (unicast mezi dvěma body),
  - na větší počet cílů ve stejné síti (multicast),
  - nebo všem stanicím sítě (broadcast).

Použití vícesměrového a všesměrového vysílání dovoluje v případě, že má být stejná informace doručena všem stanicím nebo většímu počtu stanic v síti, snížit síťový provoz. Služba Typu 1 ale neposkytuje potvrzení, že byl odeslaný rámec doručen, ani nezaručuje doručení rámců v pořadí, v jakém byly odeslány.
- Typ 2 je spojovaný režim odvozený od LAPB režimu HDLC. Číslování rámců zaručuje, že přenesené rámce budou doručeny v pořadí, ve kterém byly odeslány, a že se žádný rámec neztratí.
- Typ 3 je potvrzovaná nespojovaná služba. Podporuje pouze dvoubodovou komunikaci.

Zařízení vyhovující standardu ISO/IEC 8802-2 musí podporovat typ provozu 1. Uzlům sítě je přidělena třída LLC podle toho, jaké režimy provozu podporují:
| Třída LLC | Podporované typy provozu | Podporované typy provozu | Podporované typy provozu |
| Třída LLC | 1                        | 2                        | 3                        |
| --------- | ------------------------ | ------------------------ | ------------------------ |
| I         | X                        |                          |                          |
| II        | X                        | X                        |                          |
| III       | X                        |                          | X                        |
| IV        | X                        | X                        | X                        |

### Příkazy a odezvy
Každý typ provozu používá vlastní příkazy a odezvy:
Typ 1: příkazy UI, XID, TEST; odezvy XID, TEST.
Typ 2: příkazy I, RR, REJ, RNR, SABME, DISC; odezvy: I, RR, REJ, RNR, UA, DM, FRMR.
Typ 3: příkazy AC0, AC1; odezvy AC0, AC1. AC znamená anglicky Acknowledged Connectionless.

## LLC hlavička
Protokolová datová jednotka LLC má následující strukturu:
| DSAP   | SSAP   | Řídicí pole    | Informační pole |
| ------ | ------ | -------------- | --------------- |
| 8 bitů | 8 bitů | 8 nebo 16 bitů | násobek 8 bitů  |

První tři pole se obvykle nazývají LLC hlavička.
- DSAP (adresa cílového přístupového bodu služby, anglicky Destination service access point address) – osmibitové pole reprezentující logickou adresu entity síťové vrstvy, které je zpráva adresována
- SSAP (adresa zdrojového přístupového bodu služby, anglicky Source service access point address) – osmibitové pole reprezentující logickou adresu entity síťové vrstvy, která zprávu vytvořila; spolu s DSAP se označuje LSAP
- Řídicí pole (anglicky Control) – osmi nebo šestnáctibitové pole převzaté z protokolu HDLC, které určuje druh paketu a slouží pro řízení toku dat
- Informační pole – obsahuje data vyšší vrstvy nebo jiné informace

### Hodnoty LSAP
Nejméně významný bit DSAP určuje, zda DSAP obsahuje individuální nebo skupinovou adresu:
- pokud má hodnotu 0, zbývajících 7 bitů DSAP udává individuální adresu, která se odkazuje na jediný lokální přístupový bod služby (LSAP), na který má být paket doručen.
- pokud má hodnotu 1, zbývajících 7 bitů DSAP udává skupinovou adresu, která se odkazuje na skupinové LSAP, na které má být paket doručen.

Nejméně významný bit SSAP indikuje, zda se jedná o příkaz nebo odezvu:
- jestliže je 0, jedná se o příkazový paket (anglicky Command)
- jestliže je 1, jedná se o paket odezvy (anglicky Response).

Zbývajících 7 bitů SSAP udává LSAP, ze které byl paket odeslán.
Hodnoty LSAP s druhým nejméně významný bitem rovným 1 jsou rezervované pro ISO.
DSAP a SSAP mohou mít následující hodnoty:
| Hodnota | Hodnota | Význam                                      |
| Hex     | Dec     | Význam                                      |
| ------- | ------- | ------------------------------------------- |
| 00      | 0       | Nulový LSAP                                 |
| 02      | 2       | Individuální správa LLC podvrstvy           |
| 03      | 3       | Skupinová správa LLC podvrstvy              |
| 04      | 4       | SNA Path Control (individuální)             |
| 05      | 5       | SNA Path Control (skupinová)                |
| 06      | 6       | Rezervováno pro DoD IP                      |
| 0E      | 14      | ProWay-LAN                                  |
| 18      | 24      | Texas Instruments                           |
| 42      | 66      | IEEE 802.1 Bridge Spanning Tree Protocol    |
| 4E      | 78      | EIA-RS 511                                  |
| 5E      | 94      | ISI IP                                      |
| 7E      | 126     | ISO 8208 (X.25 over IEEE 802.2 Type LLC)    |
| 80      | 128     | Xerox Network Systems (XNS)                 |
| 81      | 129     | BACnet/IP                                   |
| 86      | 134     | Nestar                                      |
| 8E      | 142     | ProWay-LAN (IEC 955)                        |
| 98      | 152     | ARPANET Address Resolution Protocol (ARP)   |
| A6      | 166     | RDE (route determination entity)            |
| AA      | 170     | SNAP rozšíření                              |
| BC      | 188     | Banyan Vines                                |
| E0      | 224     | Novell Netware                              |
| F0      | 240     | IBM NetBIOS                                 |
| F4      | 244     | IBM LAN Management (individuální)           |
| F5      | 245     | IBM LAN Management (skupinová)              |
| F8      | 248     | IBM Remote Program Load (RPL)               |
| FA      | 250     | Ungermann-Bass                              |
| FE      | 254     | OSI protokol ISO CLNS IS 8473               |
| FF      | 255     | Globální DSAP (nemůže být použito pro SSAP) |

Protokoly, které mají přiřazenu LSAP hodnotu, mohou pracovat přímo nad vrstvou LLC. Ostatní protokoly používají Subnetwork Access Protocol (SNAP), který umožňuje rozlišovat protokoly pomocí hodnot EtherType nebo vytvořit soukromý prostor hodnot protokol ID u všech IEEE 802 protokolů. Použití SNAP signalizuje hodnota 0xAA (nebo 0xAB) v polích DSAP a SSAP.
Rozdělení LSAP na dvě osmibitová pole není úplně ideální; zdrojový přístupový bod služby je obvykle stejný jako cílový, takže obě pole mají většinou stejnou hodnotu; jeden z bitů obou polí má zvláštní význam, a polovina hodnot je vyhrazena pro použití ISO, takže existuje prostor pro pouhých 64 čísel SAP přiřazených IEEE, která mají jednoznačně identifikovat protokol vyšší vrstvy. Kvůli nedostatku LSAP hodnot se velmi často používá rozšíření Subnetwork Access Protocol (SNAP), které obsahuje dvoubytové pole EtherType umožňující rozlišit desítky tisíc protokolů přenášených nad LLC.
Přestože je pro IP vyhrazena hodnota LSAP=6, toto zapouzdření se prakticky nepoužívá. V síti Ethernet se pro přenos IP používají téměř výhradně rámce Ethernet II, v ostatních IEEE 802 sítích a FDDI se používá LLC se SNAP rozšířením podle internetového standardu RFC 1042. Totéž platí i o IP Verze 6.

### Řídicí pole
Za cílovým a zdrojovým polem SAP je řídicí pole. LLC je konceptuálně odvozeno z HDLC a umožňuje rozlišit tři formáty PDU. Formát PDU rámce je identifikován jedním nebo dvěma nejméně významnými bity prvního bytu řídicího pole:
- Nečíslovaný formát (anglicky Unnumbered format) neboli U-formát má osmibitové řídicí pole a je určen pro nespojovanou komunikaci;
- Formát pro přenos informací (anglicky Information transfer format) neboli I-formát má 16bitové řídicí pole obsahující hodnoty N(S), N(R) a bit P/F a používá se pro spojovanou komunikaci;
- Dohlížecí formát (anglicky Supervisory format) neboli S-formát má 16bitové řídicí pole a používá se pro potvrzování přenosu rámců I-formátu při spojované komunikaci.

Protože komunikace v lokálních sítích je poměrně spolehlivá a většina protokolů v čele s IP používá pro zajištění spolehlivosti prostředky vyšších vrstev, přenáší se většina dat příkazy UI (nečíslované informace, anglicky Unnumbered Information), které používají osmibitové řídicí pole s hodnotou 3.